# Río Cete
El río Cete es un río en Angola. Está ubicado en la provincia de Huambo, en la parte central del país, 500 km al sureste de Luanda, la capital del país. Cete es parte de la cuenca del río Cunene.